# Emmanuel Rivière
Emmanuel Rivière (Le Lamentin, 3 maart 1990) is een Frans voetballer die doorgaans als aanvaller speelt. Hij verruilde Newcastle United in augustus 2017 voor FC Metz.

## Clubcarrière
Rivière debuteerde op 3 januari 2009 voor AS Saint-Étienne in de Coupe de France tegen Girondins de Bordeaux. Hij speelde de volledige wedstrijd. Saint-Étienne won de wedstrijd met 1–0 dankzij een doelpunt van Bafétimbi Gomis. Op 31 januari maakte Rivière zijn competitiedebuut als invaller tegen Olympique Lyon. Op 13 mei 2009 maakte hij zijn eerste doelpunt voor Les Verts tegen AC Le Havre. Op 22 juli 2010 tekende hij een verbeterd contract. In twee seizoenen maakte hij 17 doelpunten in 73 wedstrijden voor Saint-Étienne. Op 12 juli 2010 nam Toulouse FC Rivière voor zes miljoen euro over. In 44 competitiewedstrijden maakte hij negen doelpunten voor Toulouse. Op 30 januari 2013 tekende hij een vierenhalfjarig contract bij AS Monaco, dat vier miljoen euro betaalde aan Toulouse. Vijf dagen later was hij bij zijn debuut tegen AC Arles-Avignon trefzeker; Monaco won de uitwedstrijd met 0–2. Op 10 augustus 2013 scoorde Rivière bij Monaco's terugkeer in de Ligue 1 als invaller tegen Girondins Bordeaux (2–1 winst). Acht dagen later maakte hij de eerste hattrick in zijn carrière in het betaald voetbal in het thuisduel tegen Montpellier HSC (4–1 winst).
In de zomer van 2014 maakte Rivière de overstap naar Newcastle United. Voor Newcastle maakte hij zijn debuut in de Premier League op 17 augustus 2014, toen Manchester City met 0–2 won. Gedurende het seizoen 2014/15 speelde hij mee in 23 competitiewedstrijden en vijf bekerduels. Op 16 mei 2015 was hij trefzeker in de uitwedstrijd tegen degradant Queens Park Rangers (2–1 verlies). Rivière miste het begin van het seizoen 2015/16 door een blessure, opgelopen in augustus 2015.
Tijdens het seizoen 2016/17 kwam Rivière op huurbasis uit voor CA Osasuna in de Primera División. Hij debuteerde op 10 september 2016 tegen Real Madrid. Hij speelde mee in vijftien competitiewedstrijden waarin hij niet tot scoren kwam.
Rivière tekende op 25 augustus 2017 een tweejarig contract bij FC Metz.

## Interlandcarrière
Rivière speelde in diverse Franse jeugdelftallen. Hij speelde vijftien wedstrijden voor Frankrijk –21, waarin hij zes doelpunten maakte. Na 2013 werd hij niet meer opgeroepen voor Jong Frankrijk.

## Erelijst
Met  AS Monaco
| Nationaal        |    |         |
| Kampioen Ligue 2 | 1x | 2012/13 |